# Zamek Pieskowa Skała

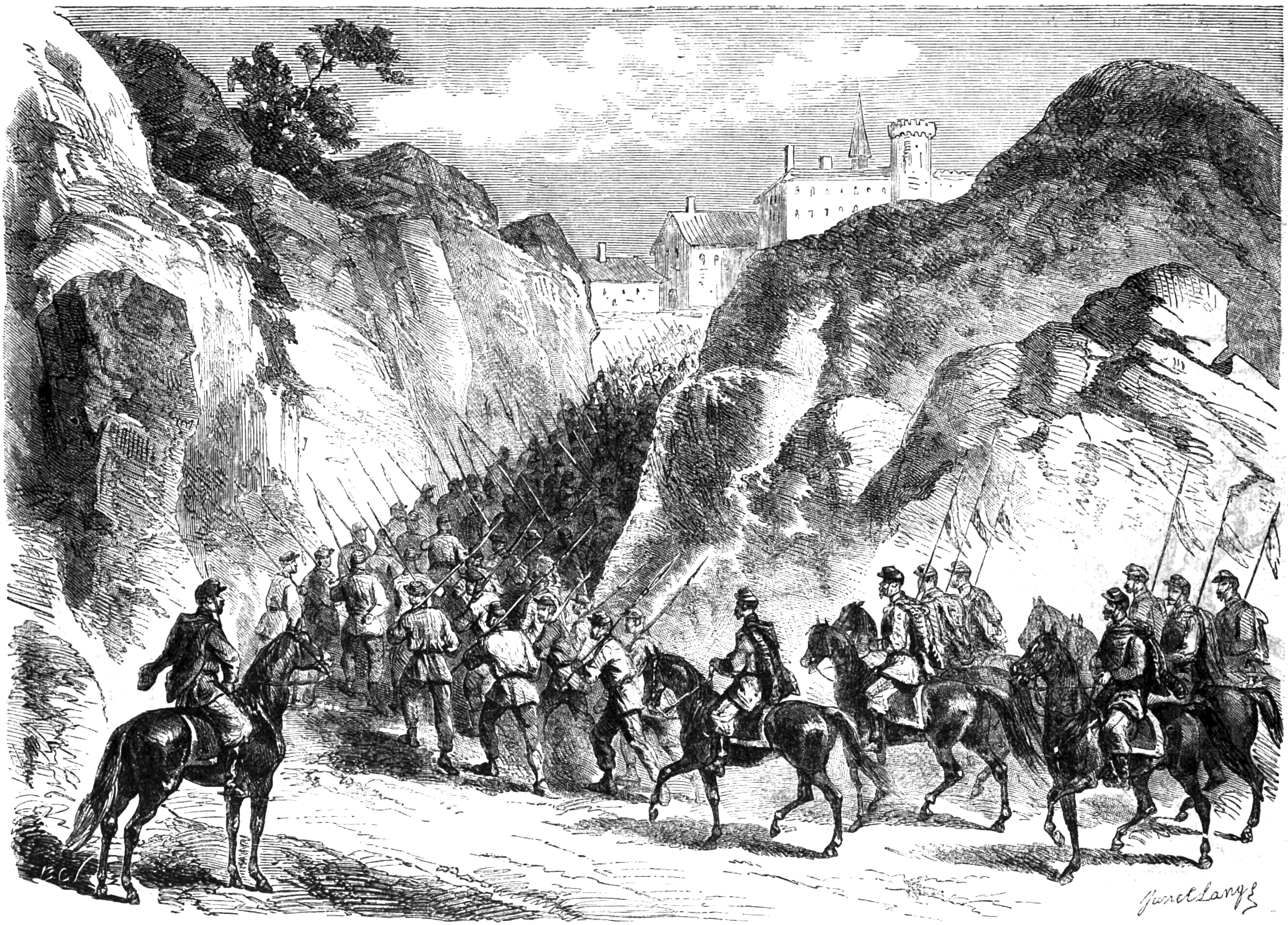
Przemarsz oddziału Aleksandra Krukowieckiego Brzezińskiego przez Pieskową Skałę w sierpniu 1863 r.

Zamek Pieskowa Skała – zamek na terenie wsi Sułoszowa, w granicach jednego z trzech jej sołectw, położony w Dolinie Prądnika nieopodal Krakowa, na terenie Ojcowskiego Parku Narodowego.

## Historia zamku
Zamek po raz pierwszy wzmiankowany jest jako Peskenstein w dokumencie wydanym w 1315 r. przez Władysława Łokietka. Nazwa prawdopodobnie pochodzi od imienia pierwszego właściciela Piotra, którego zdrobnienie brzmiało w średniowieczu Peszek. Dokument z 1306 r. wymienia nazwę zamku Peskonis, należącego do rycerza o takim właśnie imieniu. W pierwszej połowie XIV w. Kazimierz III Wielki wybudował w tym miejscu zamek, element łańcucha obronnych Orlich Gniazd, składający się z dwóch części: górnej i dolnej. Górna, niezachowana, wzniesiona była na niedostępnej skale zwanej „Dorotką”.
W latach 1377–1608 zamek był siedzibą rodu Szafrańców, którego znanym przedstawicielem był wojewoda krakowski Piotr Szafraniec. Niektórzy późniejsi przedstawiciele rodu trudnili się zbójectwem i wykorzystywali zamek jako punkt wypadowy do napadów na kupców przejeżdżających biegnącym przez Dolinę Prądnika traktem łączącym Kraków ze Śląskiem. W 1484 r. Krzysztof Szafraniec, prawnuk pierwszego właściciela, został za to ścięty na Wawelu.
W latach 1542–1580 gotycki zamek przekształcono w renesansową rezydencję. W XVII w., za czasów Michała Zebrzydowskiego dobudowano system fortyfikacji bastionowych. W czasie potopu szwedzkiego (1655 r.) zamek został zniszczony, zaś w 1718 r. uległ pożarowi. Odbudowano go jako siedzibę rodu Wielopolskich w 1768 r. W 1787 r. gościł króla Stanisława Augusta Poniatowskiego. W wyniku kolejnego pożaru (1850 r.) zniszczeniu uległa najstarsza jego część – wysoki zamek.
W Królestwie Polskim istniała gmina Pieskowa Skała.
W 1842 r. Pieskową Skałę kupił od rodziny Wielopolskich hrabia Jan Mieroszewski.
W czasie powstania styczniowego 4 i 5 marca 1863 r. w Pieskowej Skale i pobliskiej Skale miały miejsce dwie bitwy powstańców pod dowództwem Mariana Langiewicza z wojskami rosyjskimi. Podczas tych walk śmierć poniósł walczący po stronie Polaków ukraiński rewolucjonista, pułkownik armii rosyjskiej Andrij Potebnia. Obroną samego zamku dowodził Aleksander Zdanowicz. Po wycofaniu się powstańców zamek zajęli i ograbili Rosjanie.
W latach 80. XIX w., kolejny z Mieroszewskich, syn Jana – Sobiesław prowadził w zamku prace remontowe, wzbogacając go o elementy neogotyckie. Jednak jego hulaszczy tryb życia doprowadził do roztrwonienia rodzinnego majątku i sprzedaży zamku dr. Serafinowi Chmurskiemu, który zbudował u jego stóp wille, starając się nadać Pieskowej Skale charakter letniskowy. W 1902 r. z powodu zadłużenia majątku Serafina Chmurskiego, ostatniego prywatnego właściciela Pieskowej Skały, zamek stał się własnością Domu Bankowego „Pilawitz, Wilczyński i Sp.” i trafił na licytację.
Adolf Dygasiński zwrócił się na łamach „Kuriera Warszawskiego” z apelem o ratowanie zamku, perły polskiego renesansu, jedynego na szlaku Orlich Gniazd, który przetrwał w dobrym stanie. Dzięki tej inicjatywie powstało „Towarzystwo Akcyjne Pieskowa Skała”, które wykupiło zamek za kwotę 60 tysięcy rubli.
W okresie II wojny światowej pomieszczenia w zamku udostępniono na sierociniec, przez który przewinęły się dzieci głównie z tzw. kresów wschodnich.
Po II wojnie światowej zamek w Pieskowej Skale przejął Skarb Państwa, po generalnej renowacji w latach 1950–1963 stał się Oddziałem Państwowych Zbiorów Sztuki na Wawelu. Obecnie znajduje się w nim stała ekspozycja „Przemiany stylowe w sztuce europejskiej od średniowiecza do połowy XIX wieku”.
W kryptach zamku znajdują się cztery manierystyczne sarkofagi Sieniawskich z XVII w. z postaciami zmarłych na wiekach bez odpowiedników w sztuce polskiej, dzieło wrocławskiego rzeźbiarza Jana Pfistera. Pierwotnie znajdowały się w mauzoleum rodowym w kaplicy zamkowej w Brzeżanach na Podolu. Kościół i kaplica w zamku brzeżańskim po 1945 r. zostały doszczętnie zdewastowane. Sarkofagi zostały wcześniej wywiezione do Krakowa podczas wojny polsko-rosyjskiej 1920 roku.
Do zamku przylega park krajobrazowy z Maczugą Herkulesa.
U podnóża wzgórza, na którym wznosi się zamek, znajduje się kompleks pięciu stawów przepływowych założony w XVI wieku. Hodowano w nich karpie, szczupaki i karasie, a w późniejszym czasie pstrągi tęczowe. W 1993 r. zaprzestano hodowli. Obecnie są ostoją płazów na terenie Ojcowskiego Parku Narodowego (traszka zwyczajna, traszka grzebieniasta, ropucha szara, ropucha zielona, żaba trawna, rzekotka drzewna, kumak nizinny). Płazy odbywają w nich gody, migrując z zimowisk niekiedy oddalonych nawet o 3 km. W czasie tych migracji szlak godowej wędrówki płazów jest zabezpieczany przez wolontariuszy i pracowników parku, którzy przenoszą zwierzęta przez biegnącą obok drogę.

## Pieskowa Skała w filmach
Zamek w Pieskowej Skale został wykorzystany w takich filmach jak:
- Zacne grzechy (1963), reż. Mieczysław Waśkowski
- Stawka większa niż życie (1968), odc. 16 – Akcja „Liść Dębu”, reż. Janusz Morgenstern
- Podróż za jeden uśmiech (1971), odc. 7 – Pożegnanie z Dudusiem, reż. Stanisław Jędryka
- Janosik (1974), reż. Jerzy Passendorfer
- Pierścień i róża (1986), reż. Jerzy Gruza
- Crimen (1988), reż. Laco Adamik
- Ogniem i mieczem (1999), reż. Jerzy Hoffman
- Pan Wołodyjowski (1969), reż. Jerzy Hoffman
- Szkoła żon (teatr telewizji) (2008), reż. Jerzy Stuhr
- Reich (2001), reż. Władysław Pasikowski
- The Amazing Race (serial), (2006)
- Nie kłam kochanie (2008), reż. Piotr Wereśniak

## Filatelistyka
Poczta Polska wyemitowała 5 marca 1971 r. znaczek pocztowy przedstawiający Zamek Pieskowa Skała o nominale 4 zł, w serii Zamki polskie. Druk w technice offsetowej na papierze kredowym. Autorem projektu znaczka był Tadeusz Michaluk. Znaczek pozostawał w obiegu do 31 grudnia 1994 r.

## Numizmatyka
W 1997 roku wydano dwie monety okolicznościowe z wizerunkiem zamku. Monety te miały nominały 2 zł i 20 zł (monetę o nominale 2 złote wyemitowano w nakładzie 315 000 sztuk, zaś monetę o nominale 20 złotych wyemitowano w nakładzie 15 000 sztuk). Monety te wchodzą w skład serii monet Zamki i pałace w Polsce.

## Galeria

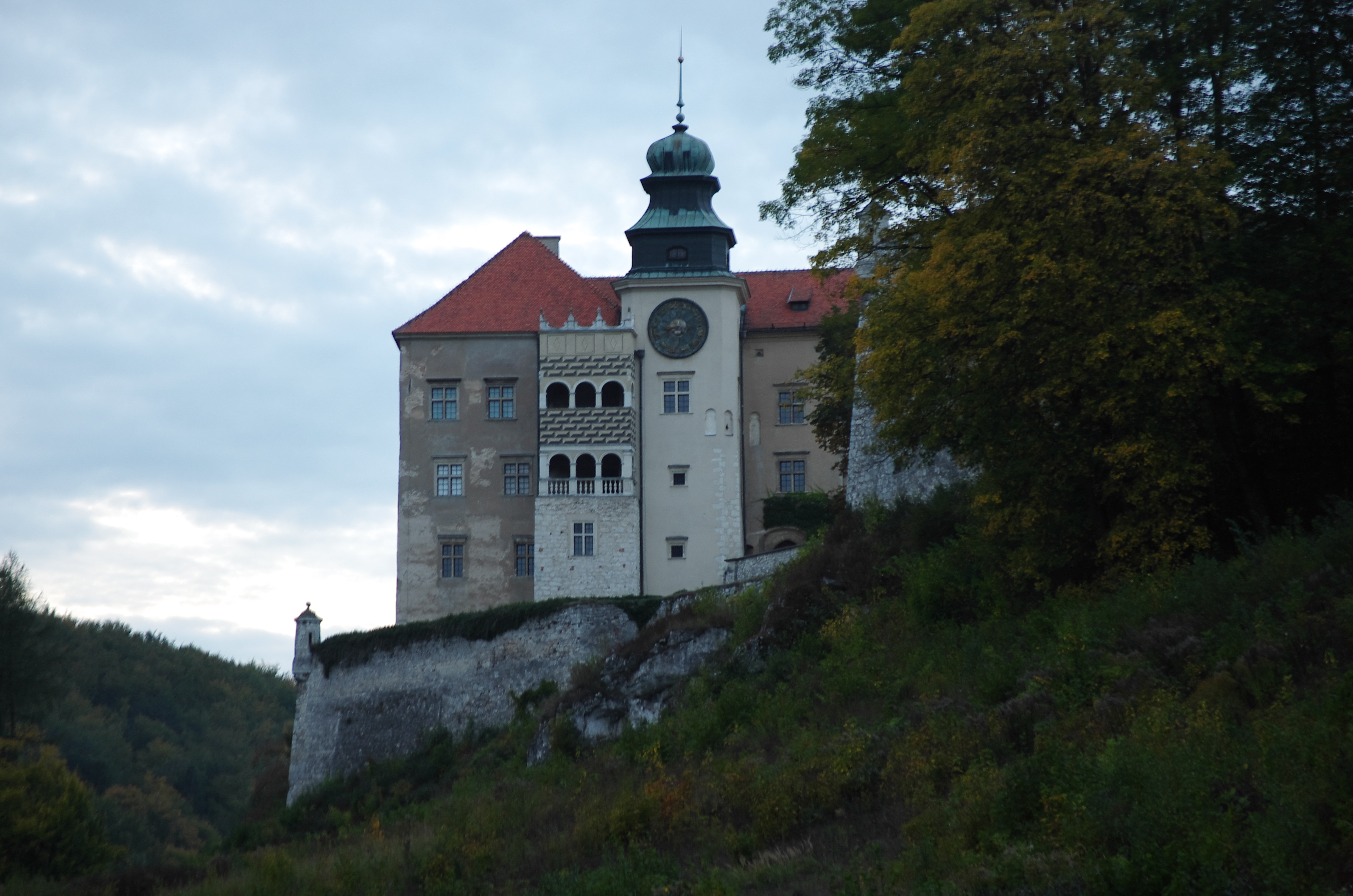
Zamek od strony Maczugi Herkulesa
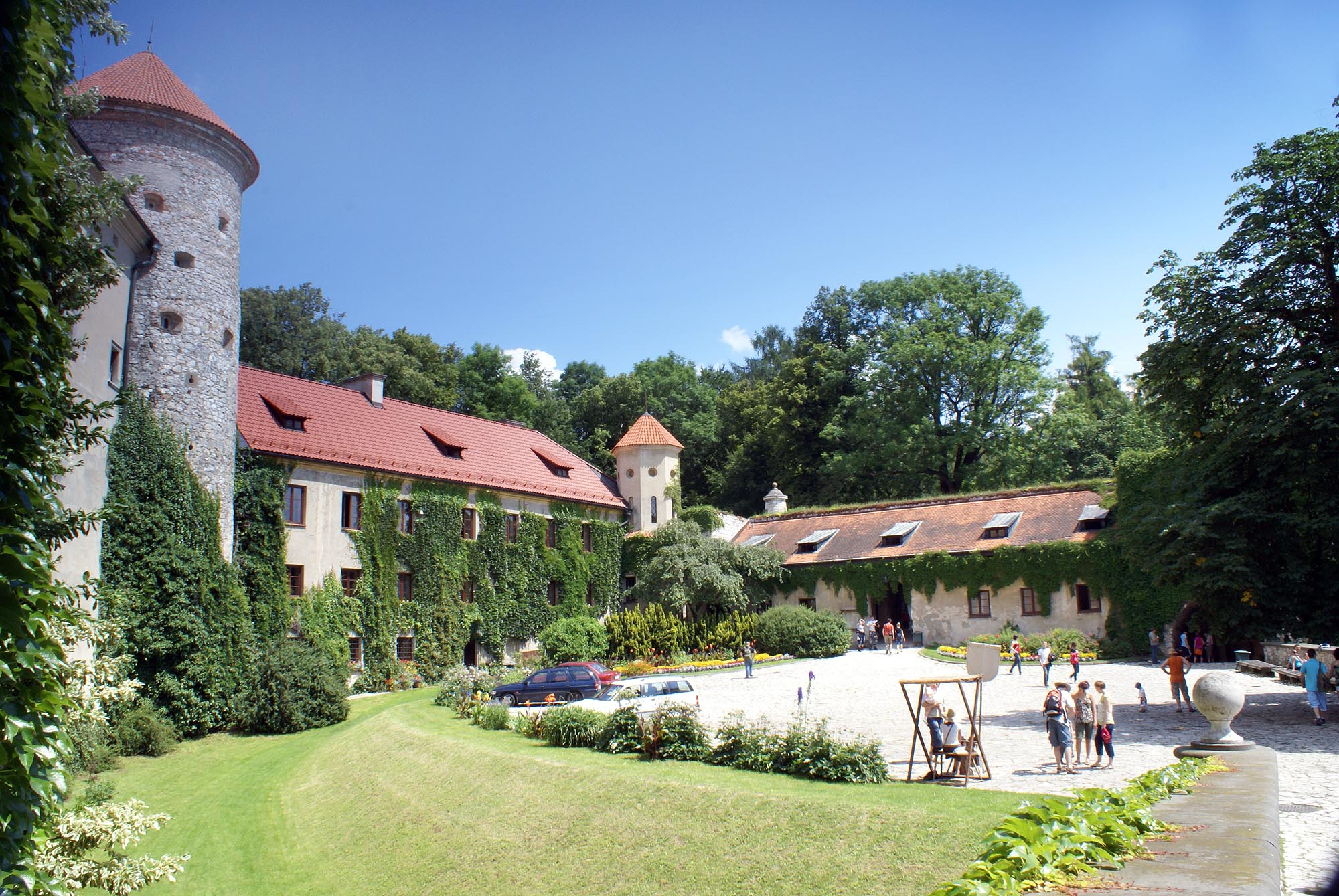
Dziedziniec zamkowy z basztą
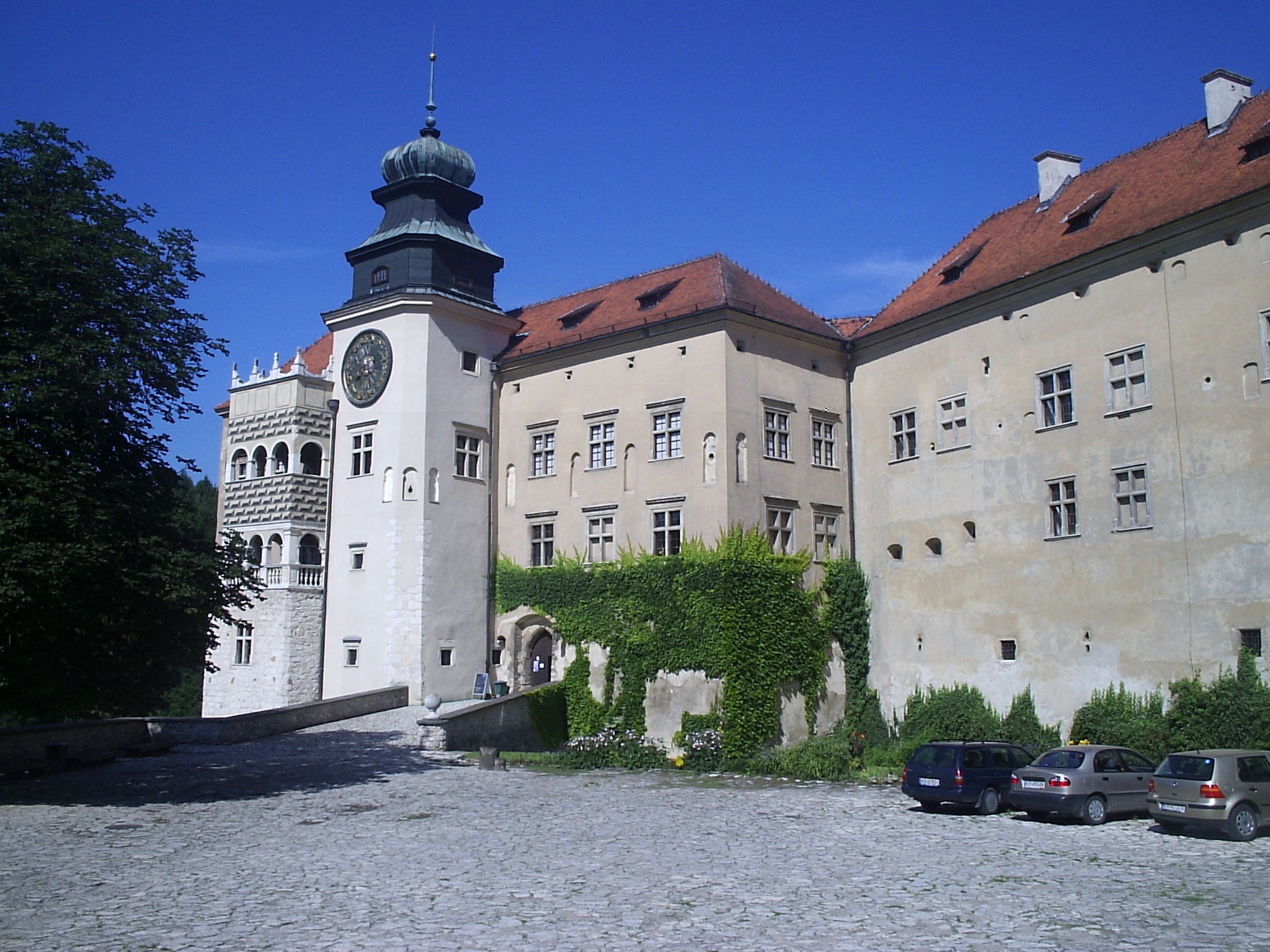
Dziedziniec zamkowy
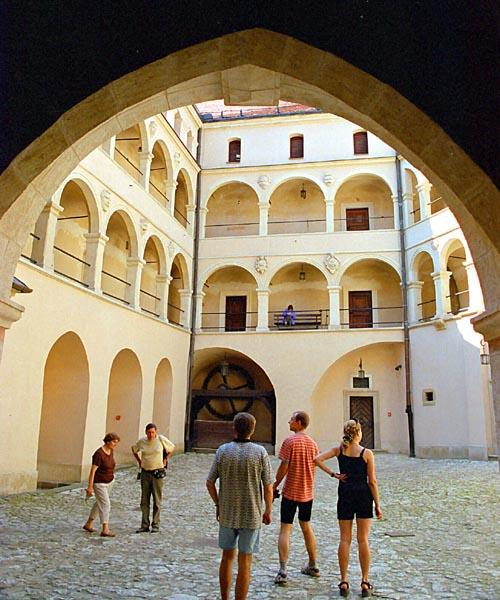
Krużganki
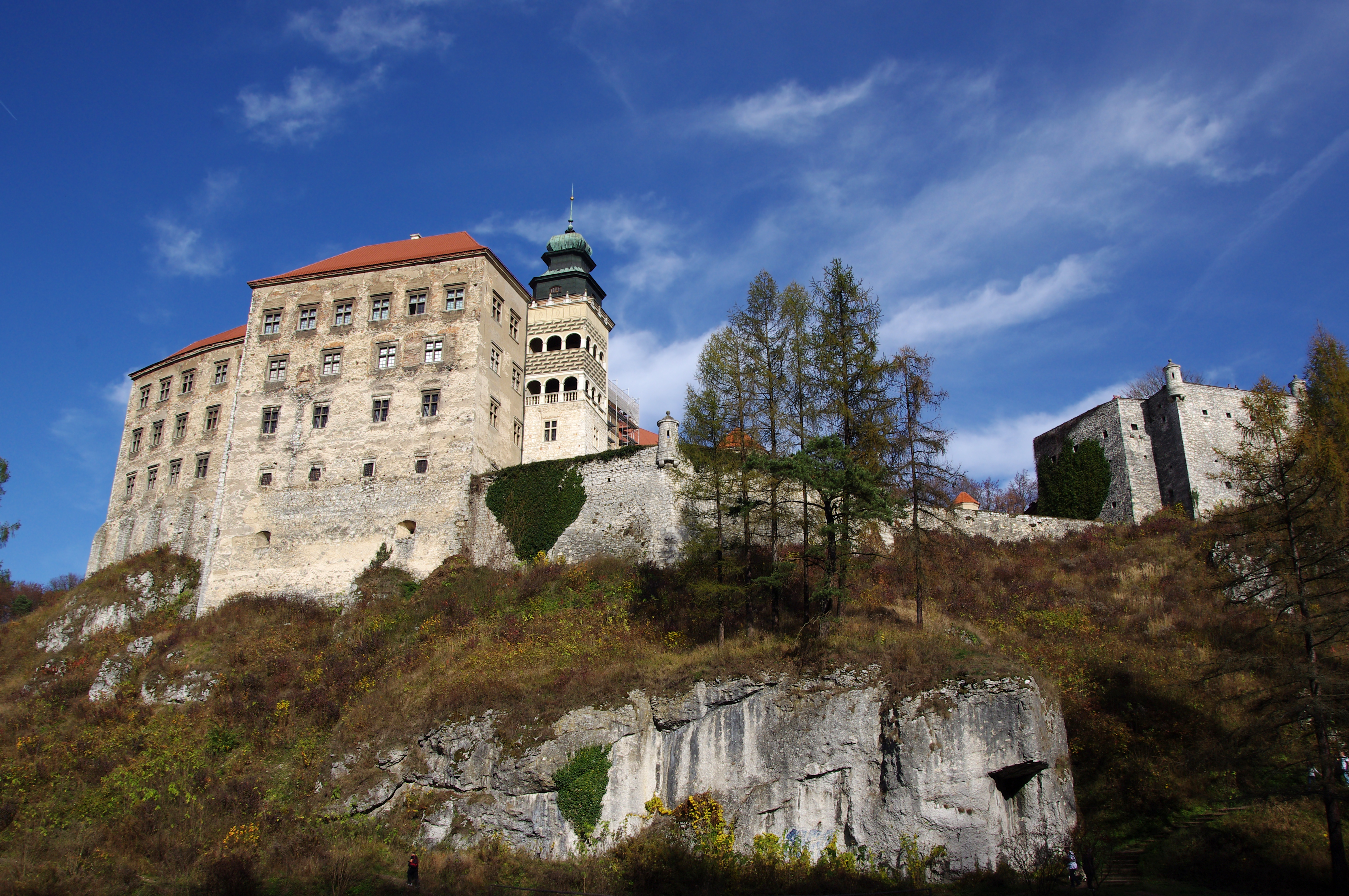
Zamek od strony doliny
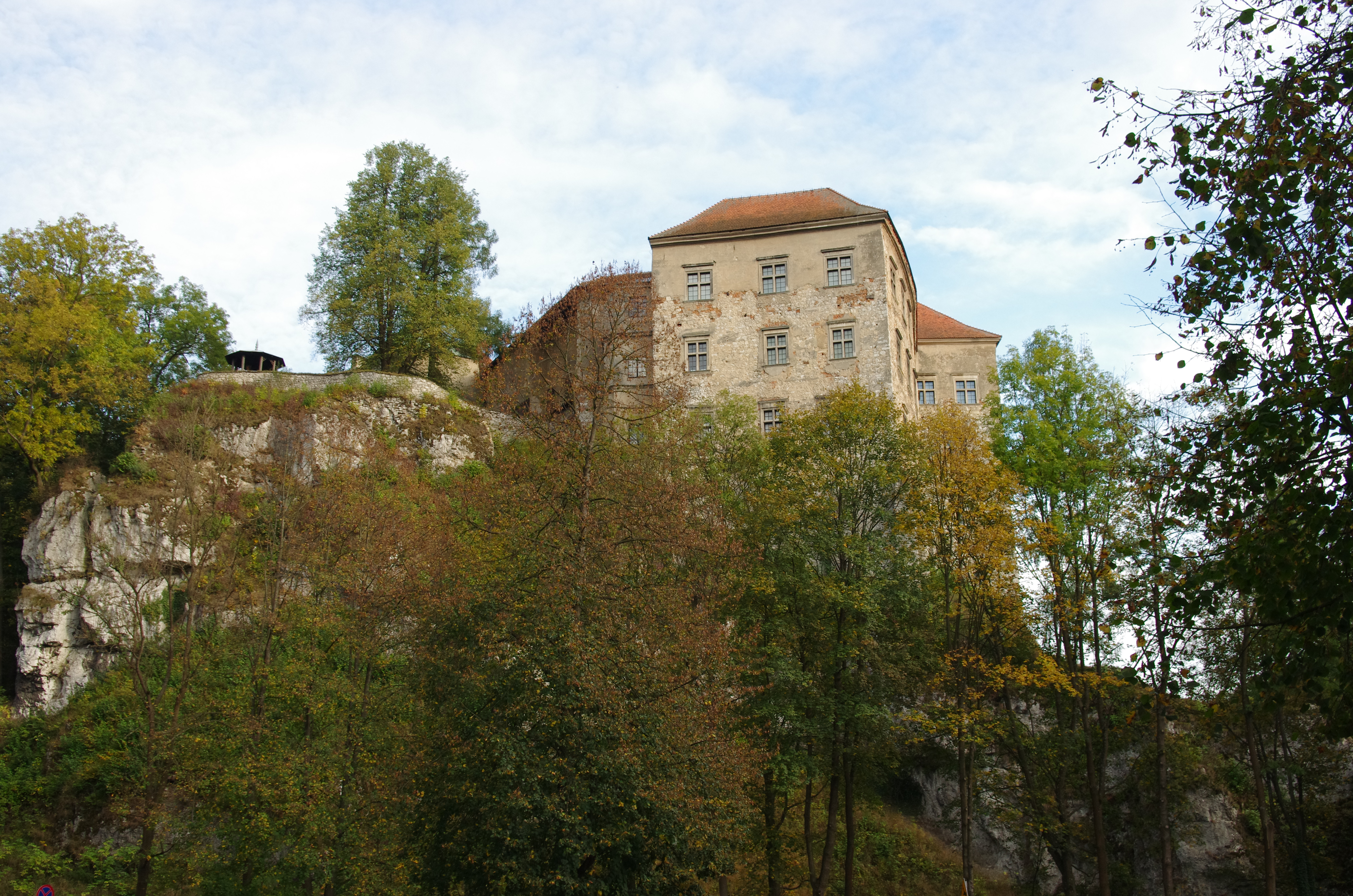
Zamek
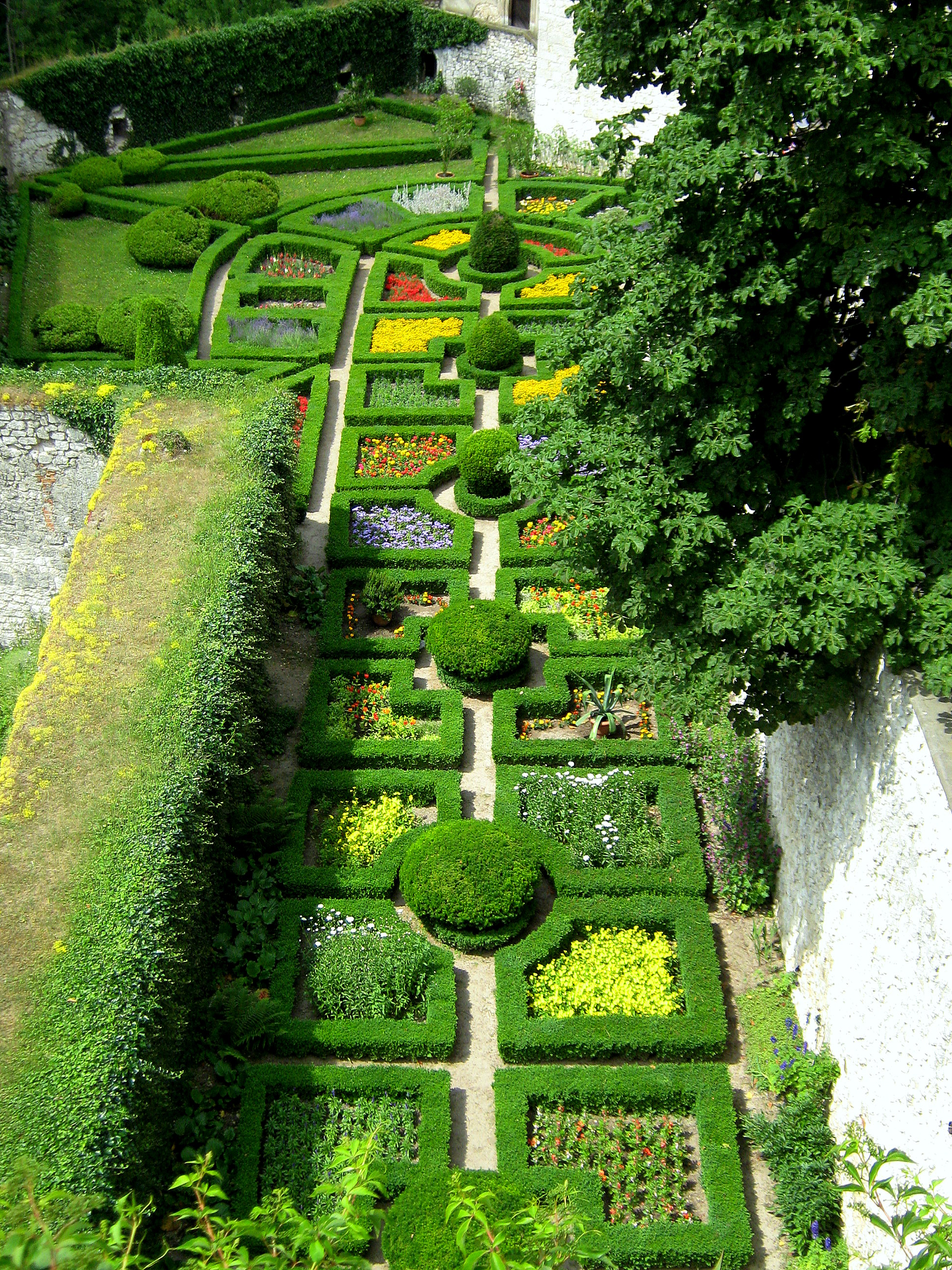
Ogród zamkowy
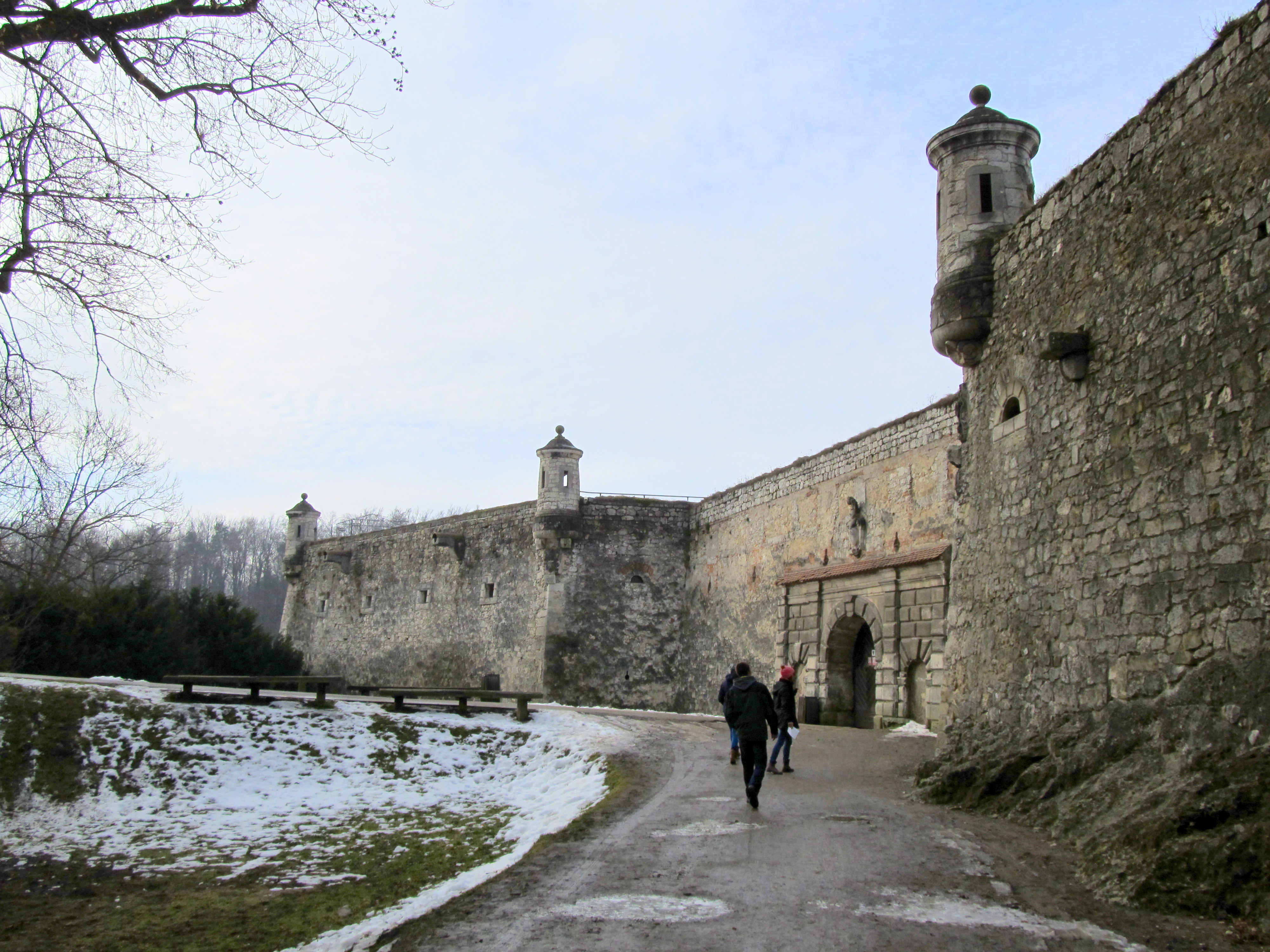
Brama zimą
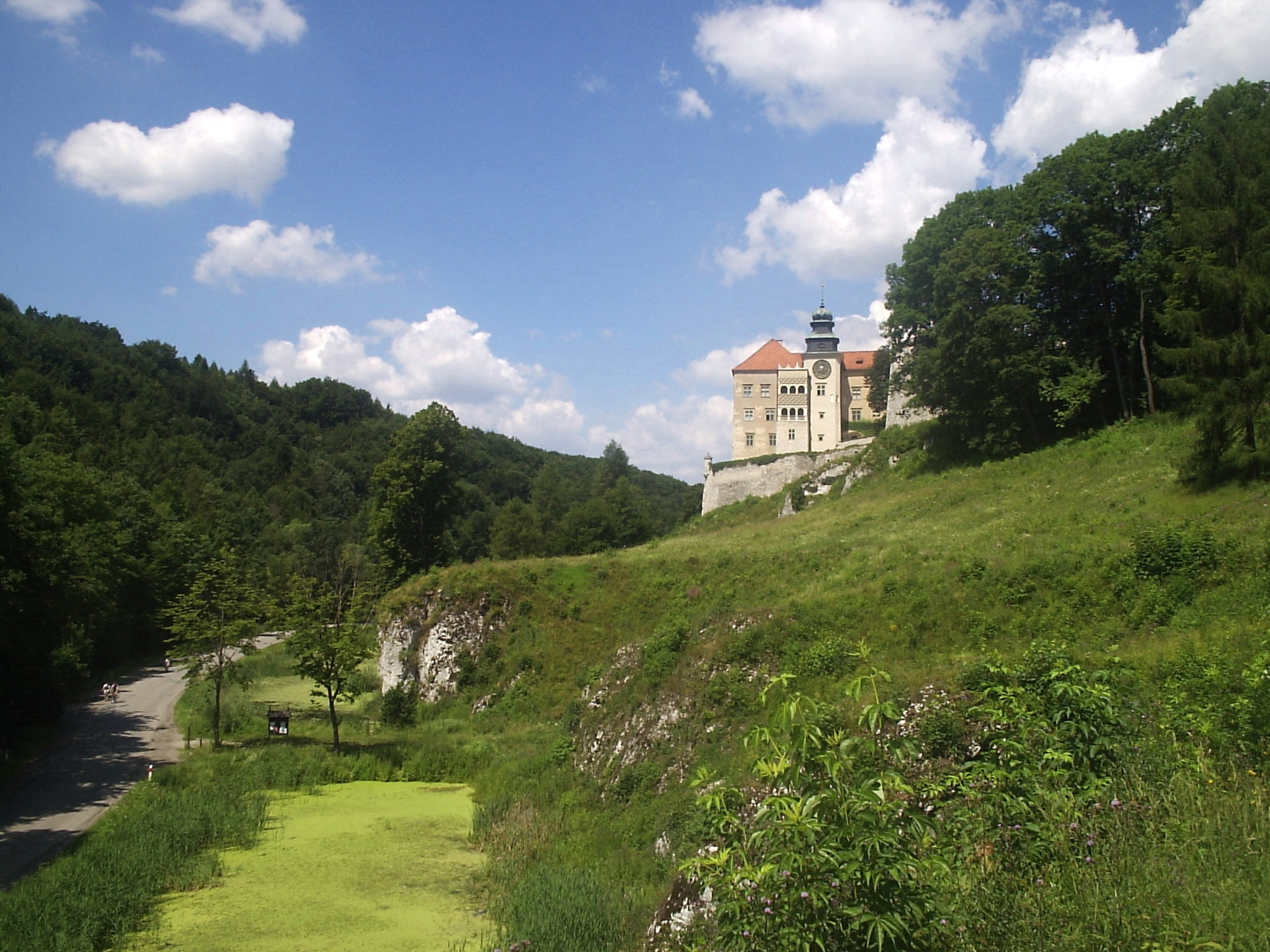
Zamek nad Doliną Prądnika
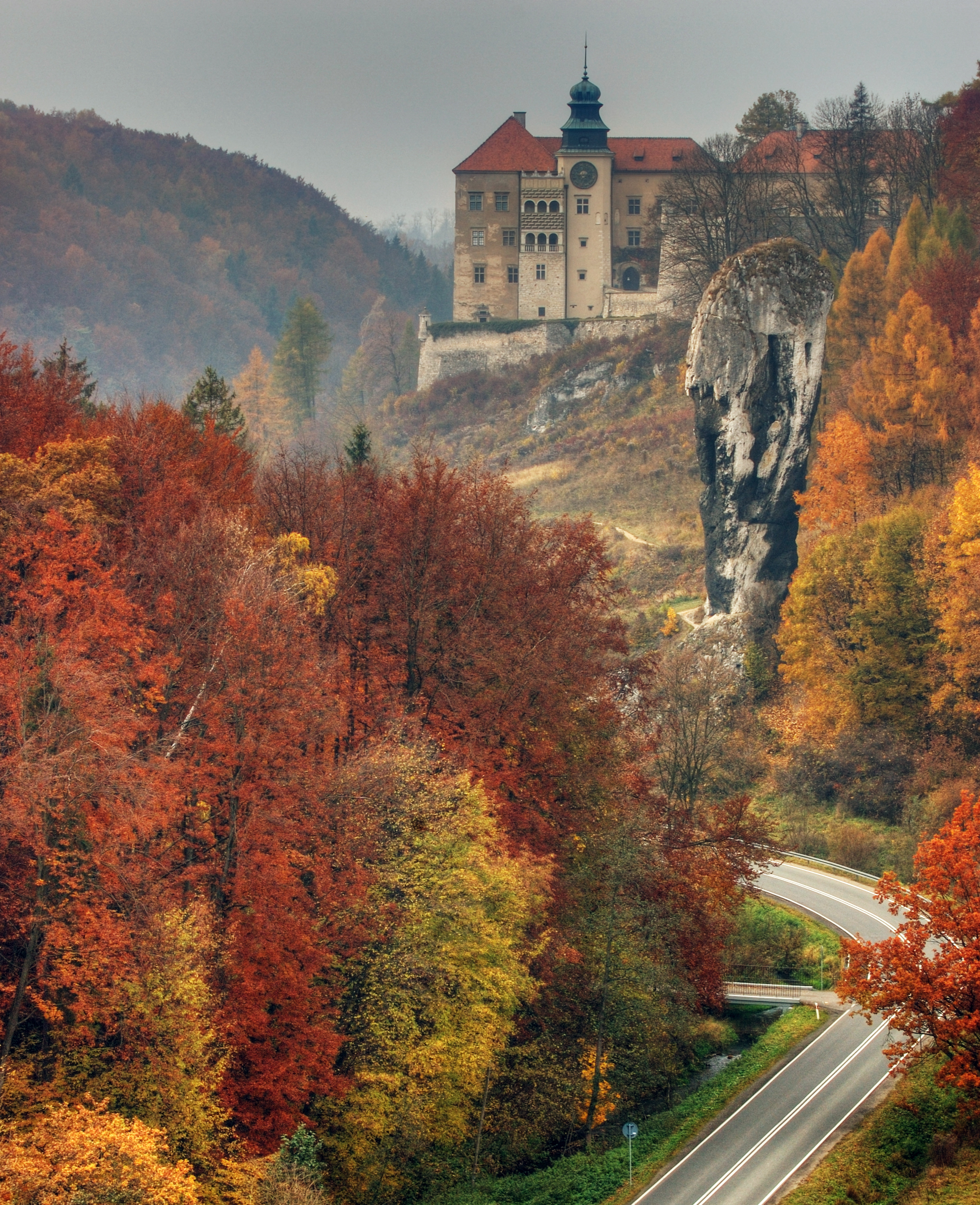
Maczuga Herkulesa i zamek